# Immigratie naar Italië

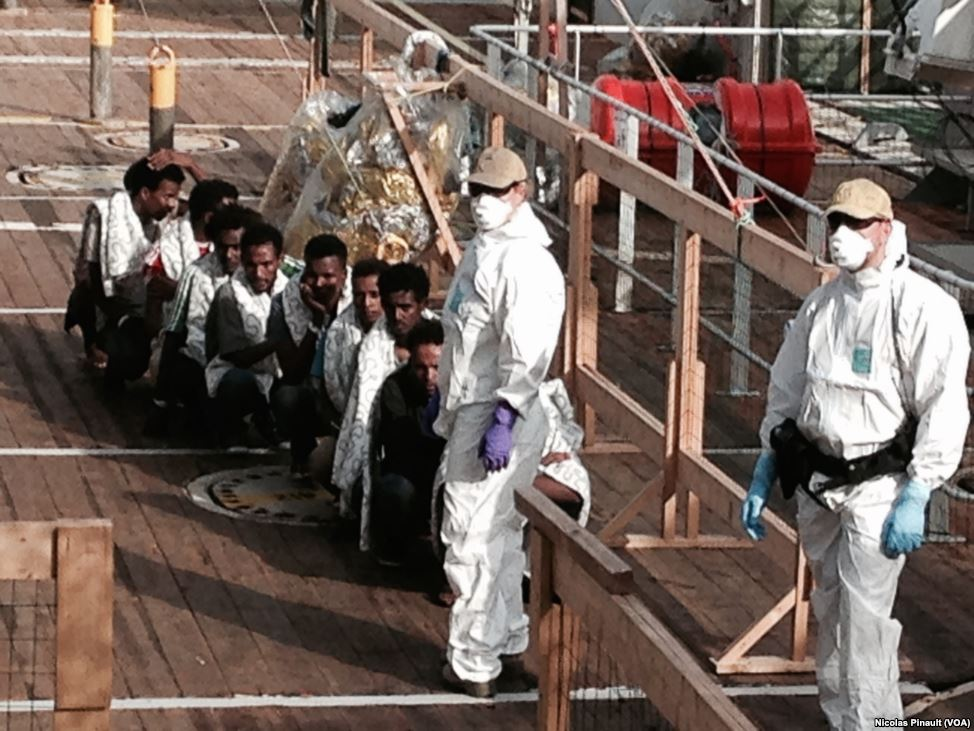
Afrikaanse migranten komen aan in Messina op het Italiaanse eiland Sicilië

Immigratie naar Italië is het afreizen naar Italië om zich daar te vestigen. Illegale immigranten komen met groten getale tegelijk Europa binnen via de eilanden die ten Zuiden van Italië liggen zoals Lampedusa, Linosa en Lampione en sinds 2004 ook Malta. Zuid-Italië wordt als toegangspoort tot Europa gezien. Deze immigranten zijn vooral Noord-Afrikanen en beginnen vanuit landen zoals Tunesië, Albanië, Marokko of Libië aan de overtocht naar Europa. Bij deze illegale overtochten verdrinken velen.
De Italiaanse regering heeft meerdere pogingen gedaan deze toenemende stroom te stoppen door verdragen te sluiten met Albanië en Marokko waardoor de uitzettingsprocedure versneld kon gebeuren zonder de gebruikelijke formaliteiten. In 2008 werd een ook zo'n akkoord bereikt met Libië. In 2009 stemde het Italiaanse parlement in met een nieuwe wet met strengere regels voor immigratie.

## Immigratiewet 2009
De nieuwe Italiaanse immigratiewet maakt van illegale immigratie een strafbaar vergrijp.
Illegalen die aankomen in Italië worden ondergebracht in detentiecentra. Onder de nieuwe wet is de tijd die men in een detentiecentrum kan doorbrengen voordat met uitgezet kan worden of een tijdelijke verblijfsvergunning krijgt voor 60 dagen tot 180 dagen. Deze detentiecentra zijn vaak overvol en dit zorgt ervoor dat de sfeer gespannen is en dat het vaak tot gewelddadige uitbarstingen komt.
Het illegaal verblijven in Italië wordt bestraft met een boete die kan variëren van €5000 euro tot €10.000 en het uitzetten van de persoon in kwestie. Deze keus is onder andere gemaakt, omdat de gevangenissen overvol dreigden te raken. Daarnaast is niet alleen illegaal verblijven in Italië maar ook het verhuren van woonruimte aan illegalen strafbaar gesteld. Degenen die al een verblijfsvergunning hebben, moeten om deze te verlengen een bedrag betalen variërend van 80 tot 200 euro.
De verblijfsvergunning is gekoppeld aan een systeem vergelijkbaar met het puntenrijbewijs. De aanvrager van een verblijfsvergunning ondertekent een contract met de Italiaanse staat, waarin staat dat hij bepaalde integratiedoelen gaat behalen in de periode dat zijn verblijfsvergunning geldig is. Mochten deze doelen niet bereikt worden dan wordt dit bestraft met het intrekken van de verblijfsvergunning en uitzetting. Dit geldt ook voor mensen die voor een korte tijd een werkvergunning of een ander soort verblijfsvergunning willen aanvragen. Het is nog niet duidelijk wat deze doelen zullen zijn en wie over het toekennen en verliezen van deze punten gaat beslissen.
De nieuwe wet maakt het moeilijker om een verblijfsvergunning te krijgen en zal de integratie van de degenen die al in Italië verblijven bemoeilijken. Een belangrijk aspect van de wet is dat om gebruik te maken van de publieke diensten, met uitzondering van medische hulp of naar school gaan, het verplicht is om een verblijfsvergunning te laten zien. Er kan niet meer getrouwd worden en kinderen kunnen niet ingeschreven worden bij de burgerlijke stand. Daarnaast maakt de wet zogenaamde burgerpatrouilles mogelijk in die ingezet kunnen worden door gemeentes. Deze bestaan vooral uit ex-werknemers van de landelijke politiekorpsen en krijgsmachten. De patrouilles waarschuwen de politie voor gebeurtenissen die de publieke orde en veiligheid in gevaar kunnen brengen of voor sociale onrust kunnen zorgen.

## Kritiek op immigratiebeleid van Italië
Er is veel kritiek op het asielbeleid van Italië. Zowel mensenrechtenorganisaties als de Europese Unie en de Verenigde Naties hekelen de standpunten van Italië betreffende het immigratievraagstuk. Vooral de migranten uit Oost-Afrika lopen gevaar wanneer zij het land uit worden gezet, aldus Human Rights Watch en de UNHCR. Deze stellen dat Italië deze immigranten in levensgevaar brengt wanneer ze worden teruggestuurd naar het land van herkomst. De landen waar het hier om gaat zijn vooral Somalië, Eritrea en Ethiopië. Gezien de precaire situatie in deze landen is de veiligheid van teruggezonden vluchtelingen anno 2009 niet te waarborgen. Volgens sommige organisaties is Italië zelfs schuldig aan schending van mensenrechten. Een Italiaanse advocaat beschuldigt Italië van foltering, vernedering en bestraffing.